# Gomphus vulgatissimus
Gomphus vulgatissimus (tên tiếng Anh: Common Club-tail) là một loài chuồn chuồn ngô cỡ trung bình thuộc họ Gomphidae. Loài này có ở châu Âu. Môi trường sống tự nhiên của chúng là các con sông và rạch sạch, chảy thành dòng, có đất cát.
Như tên gọi phổ thông của nó trong tiếng Anh, loài này có bụng hình chiếc chùy.

## Hình ảnh

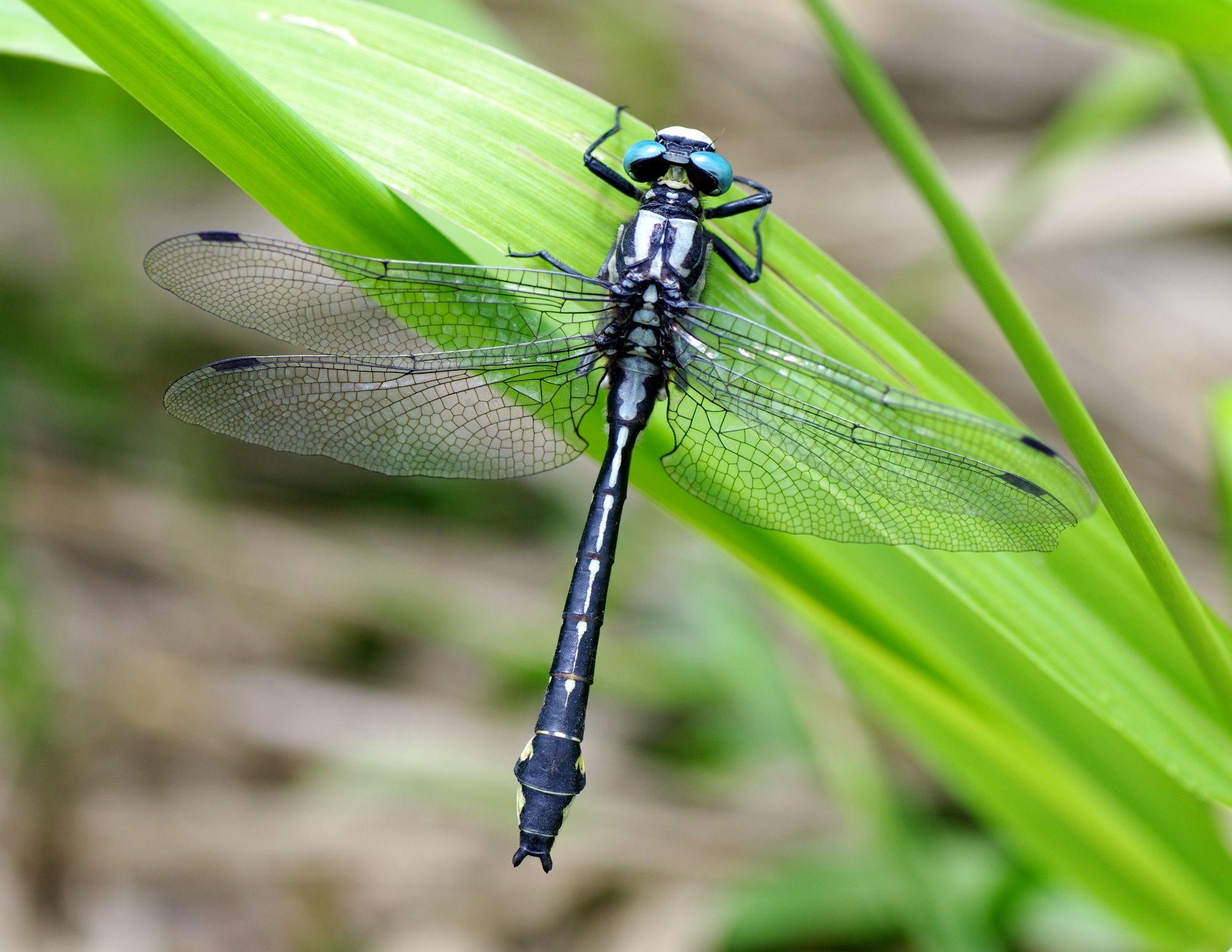
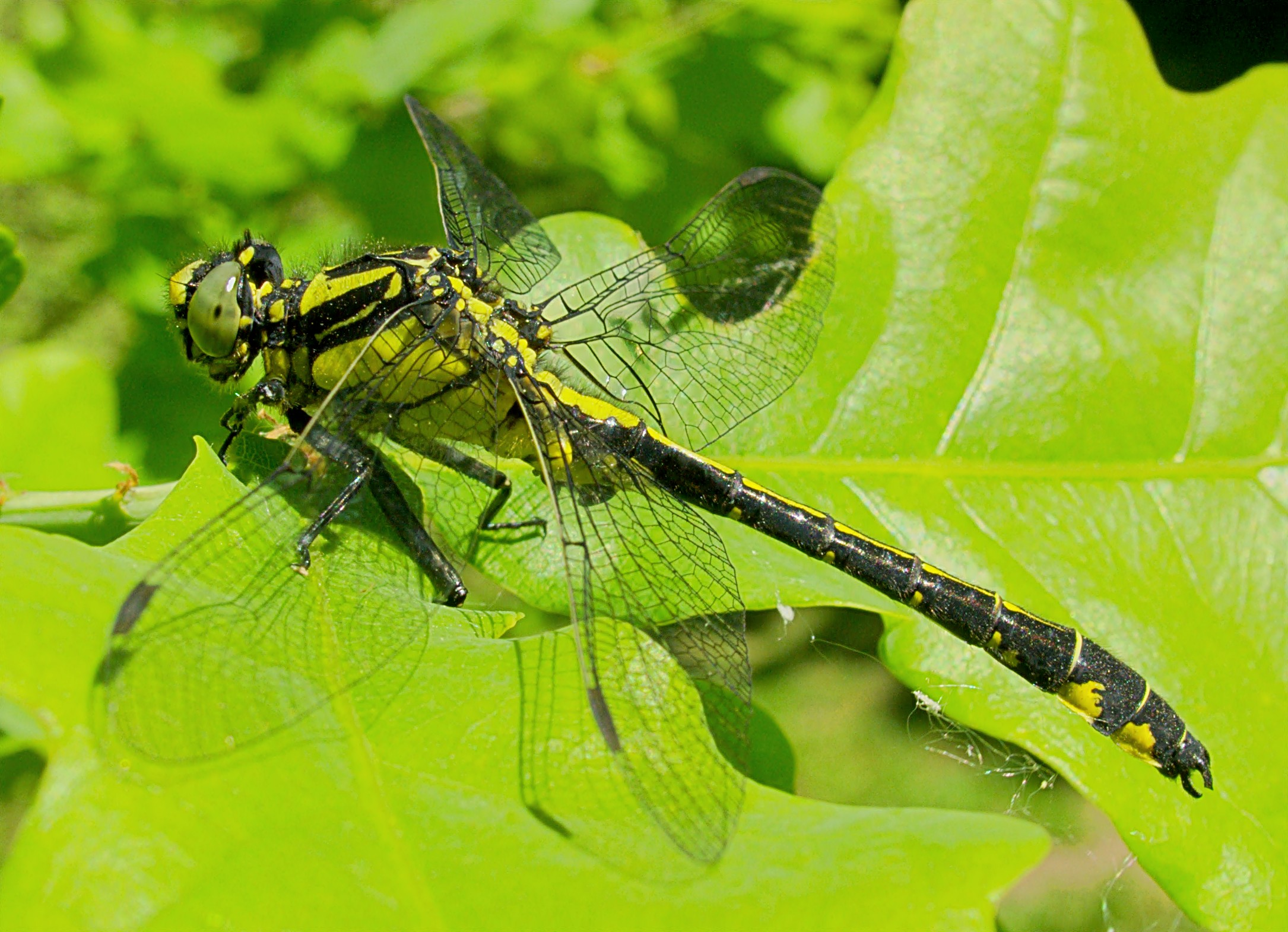
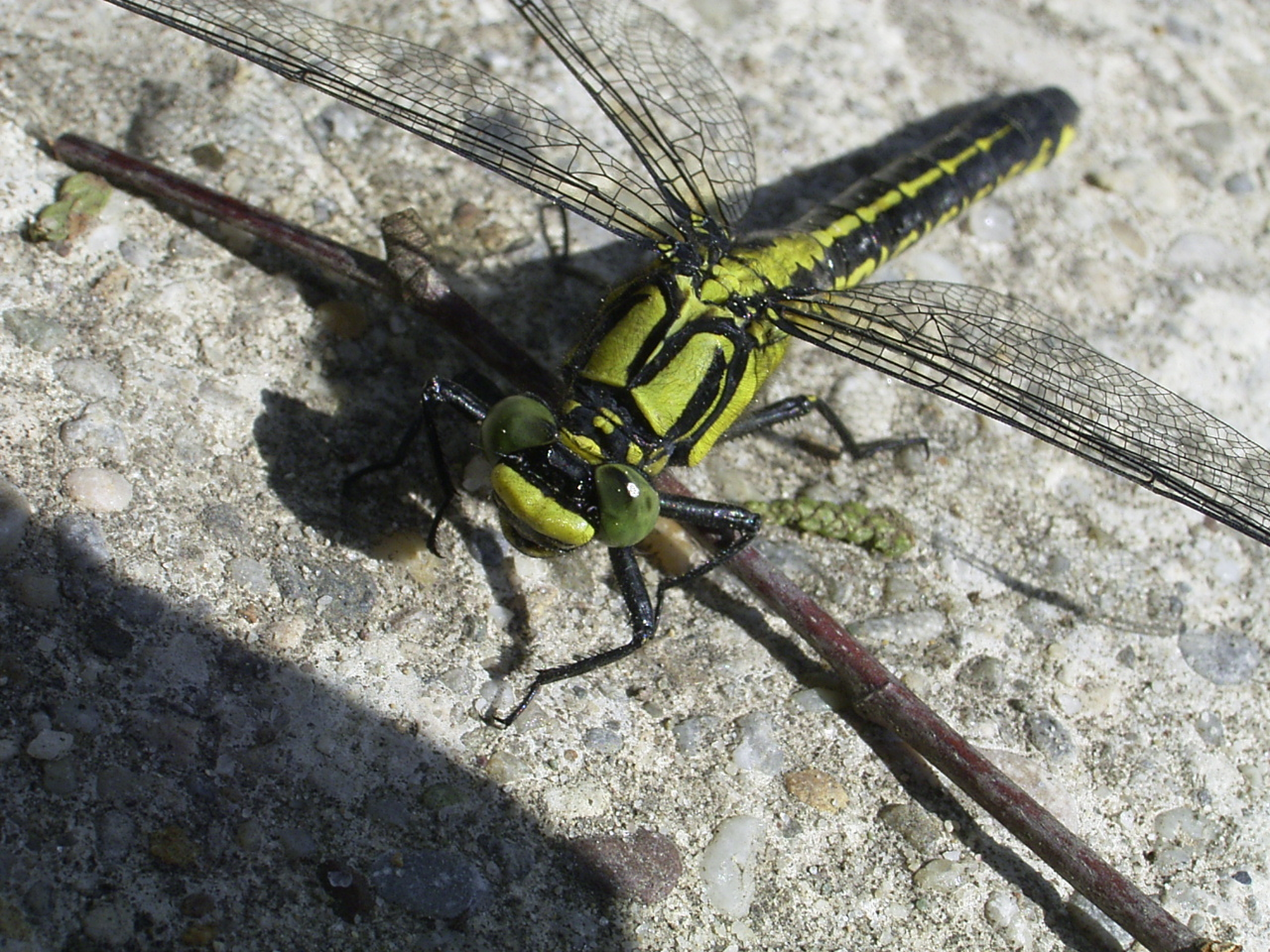
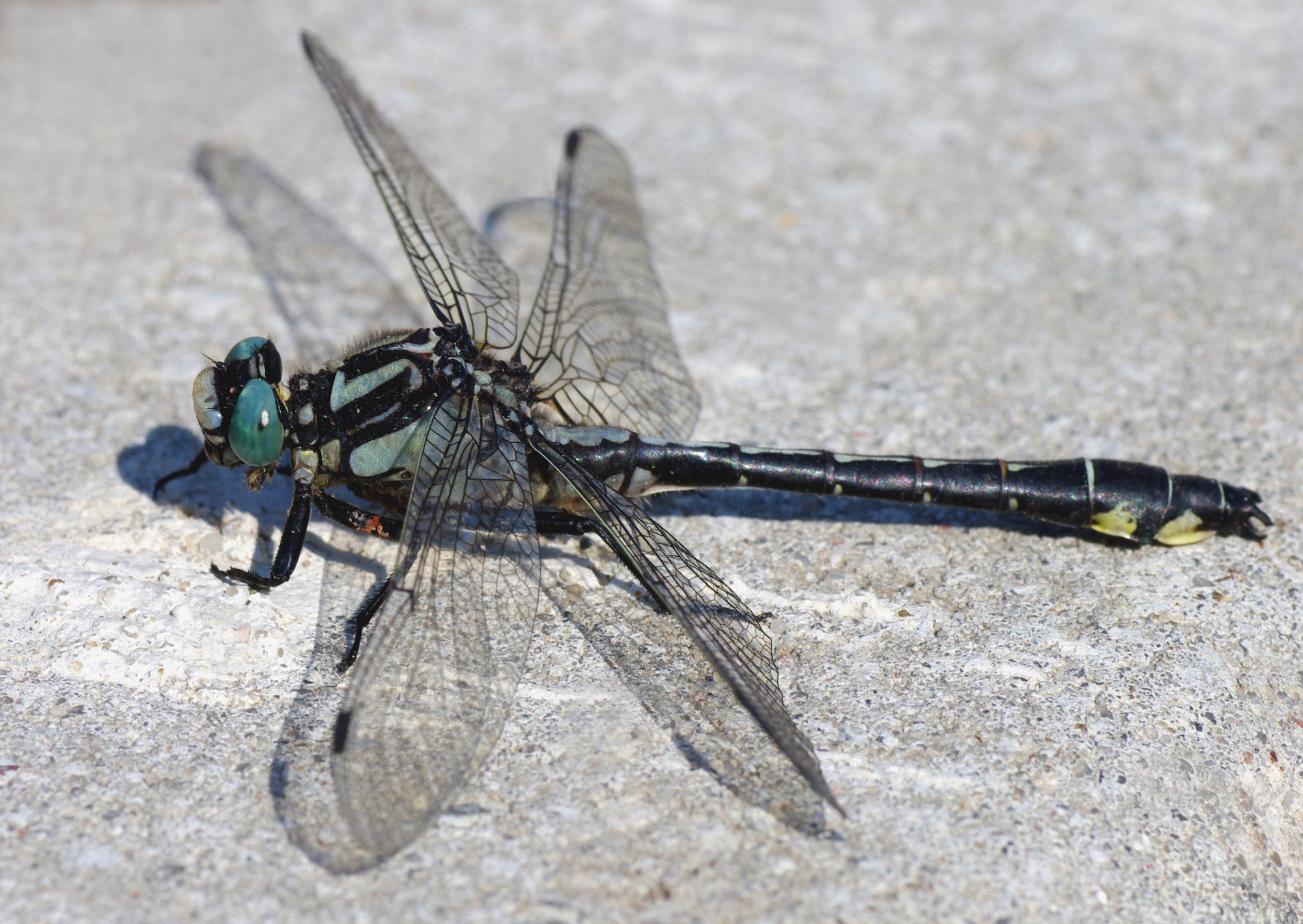